# Chevrolet City Express
Chevrolet City Express – samochód dostawczy klasy kompaktowej produkowany pod amerykańską marką Chevrolet w latach 2014–2018.

## Historia i opis modelu

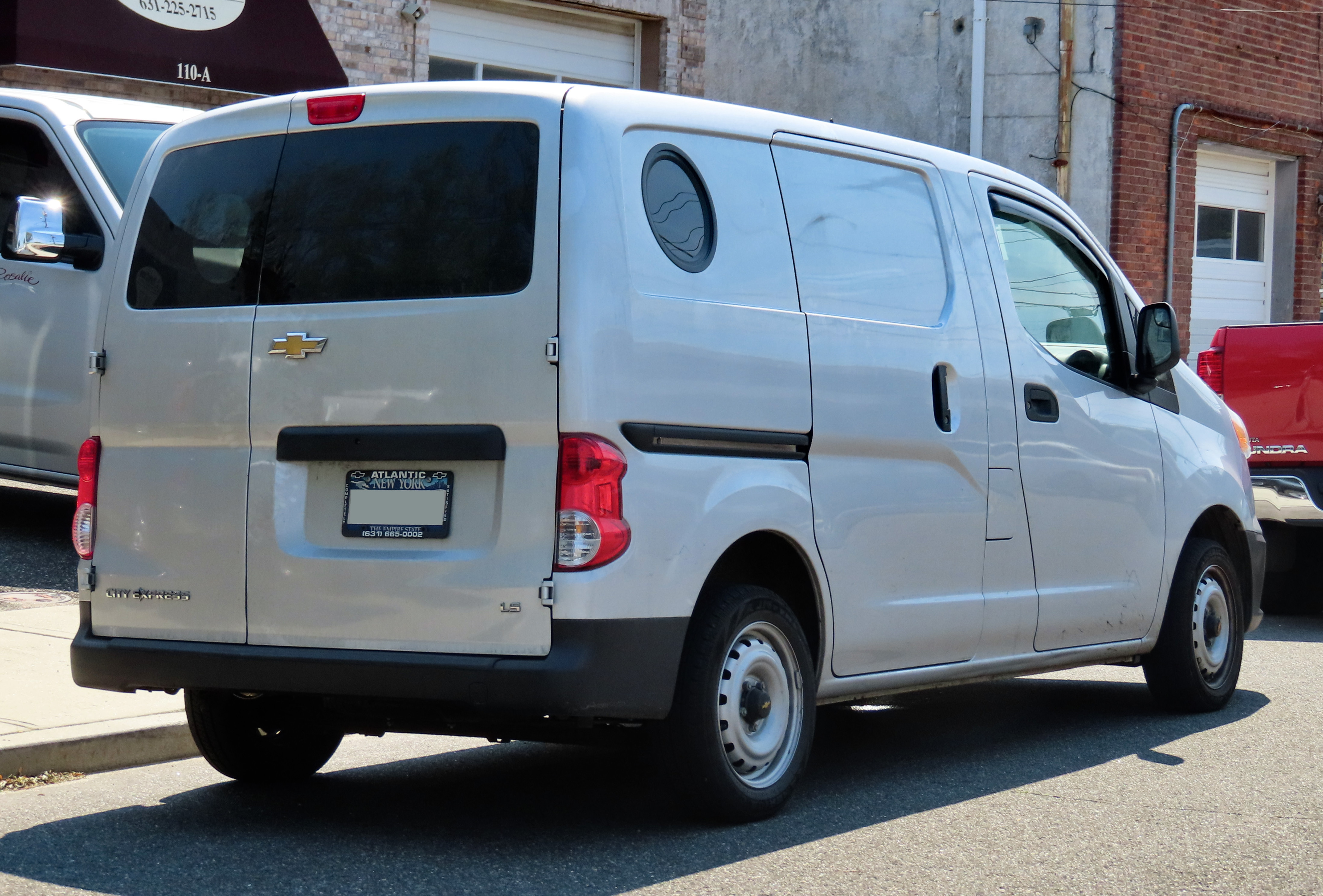
Chevrolet City Express – tył

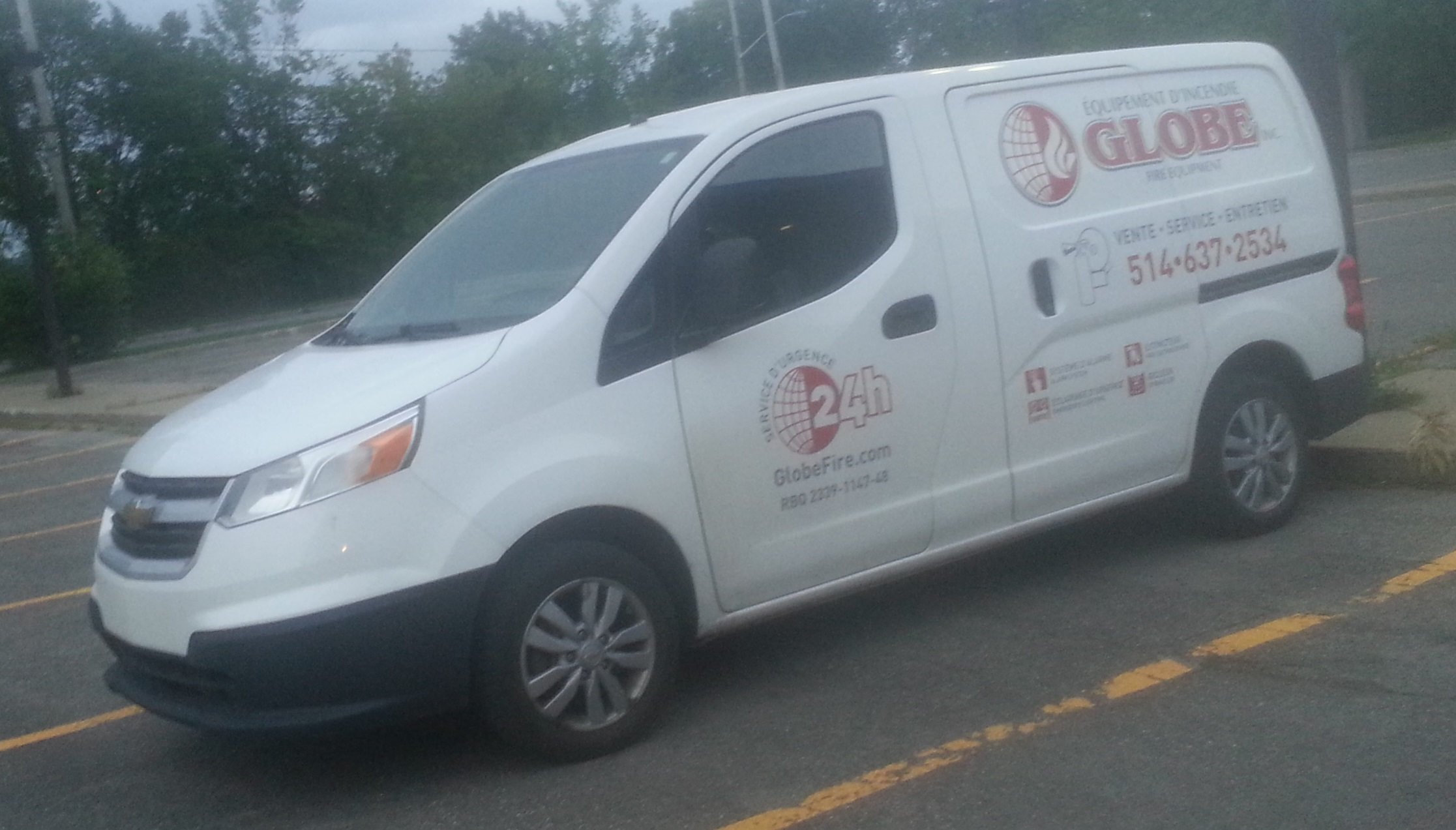
Chevrolet City Express – sylwetka

W połowie maja 2013 roku Chevrolet ogłosił nawiązanie współpracy z japońskim Nissanem, na mocy którego w północnoamerykańskiej ofercie producenta miał pojawić się nowy, kompaktowy samochód dostawczy będący bliźniaczą konstrukcją wobec oferowanego już w tym regionie przez samego Nissana modelu NV200.
Po raz pierwszy nowy furgon stanowiący tańszą i mniejszą alternatywę dla topowego Chevroleta Express został przedstawiony amerykańskiej publiczności w 2014 roku. Pod kątem wizualnym, City Expres od bliźniaczego modelu Nissana odróżniał się jedynie innym wyglądem zderzaka i charakterystyczną atrapą chłodnicy z chromowaną poprzeczką z logo Chevroleta.

### Koniec produkcji
W lipcu 2018 roku Chevrolet ogłosił, że model City Express zostanie wycofany z oferty producenta z powodu niezadowalającego poziomu sprzedaży. Jako inną przyczynę podano kłopoty na polu kompatybilności części zamiennych wobec innych modeli koncernu General Motors.

### Silnik
- L4 2.0l 131 KM